# Alexis Guérinot
Alexis Guérinot (Sainte-Foy-lès-Lyon, 3 de marzo de 1995) es un deportista francés que compitió en remo. Ganó dos medallas en el Campeonato Mundial de Remo, en los años 2015 y 2016.

## Palmarés internacional
| Campeonato Mundial | Campeonato Mundial      | Campeonato Mundial | Campeonato Mundial      |
| Año                | Lugar                   | Medalla            | Prueba                  |
| ------------------ | ----------------------- | ------------------ | ----------------------- |
| 2015               | Aiguebelette (Francia)  | Medalla de plata   | Ocho con timonel ligero |
| 2016               | Róterdam (Países Bajos) | Medalla de oro     | Dos sin timonel ligero  |